# Сражение у Агосты
Сражение у Агосты или Сражение у Аугусты (нидерл. Slag bij Agosta; фр. Bataille d'Agosta) — морское сражение, произошедшее 22 апреля 1676 года у сицилийского города Агоста (Аугуста, юго-восточное побережье Сицилии) в ходе голландской войны между французской эскадрой под командованием вице-адмирала Авраама Дюкена и голландско-испанской эскадрой под командованием адмиралов Михила де Рюйтера и дона Франсиско де ла Серды. Сражение окончилось без потери кораблей, но стало последним для де Рюйтера, который был в нём смертельно ранен. После чего союзный флот отступил в Сиракузы.

## Предыстория
Летом 1674 года в Мессине (остров Сицилия), принадлежавшей на тот момент Испании, произошло восстание, и король Франции Людовик XIV решил поддержать повстанцев. Следствием этого в кампанию 1676 года явились три морских сражения около этого острова — 9 января (при Стромболи), 22 апреля (при Агосте) и 2 июня (при Палермо) французского флота с флотами Испании и пришедшей ей на помощь Голландии.
После сражения у Стромболи де Рюйтер в конце февраля пришел в Палермо, где соединился с испанским флотом из 10 кораблей под командованием капитан-генерала Дона Франциско де ла Серда и адмирала Папачино. Голландский адмирал немедленно проявил всю свою энергию, чтобы убедить союзников произвести одновременно нападение с суши и с моря на Мессину. 25 марта весь союзный флот вышел в море, прошел беспрепятственно Мессинский пролив и стал на якорь против Мессины, у южной оконечности Италии. Через несколько дней флот перешел и стал южнее Мессины. На берегу продолжалась прежняя волокита; когда де Рюйтер убедился, что с моря нельзя ожидать успешных действий, так как неприятельский флот и береговые укрепления являются противниками слишком серьёзными, он ушел на юг, навстречу ожидаемым неприятельским конвоям.
Французский вице-король Сицилии маршал Вивонн лично вступил в командование флотом, в который помимо эскадры Дюкена вошли дивизион Альмераса, базирующийся в Мессине и 2 корабля пришедших из Тулона, но после ряда просьб с различных сторон маршал снова уступил командование флотом Дюкену. Из-за этого французский флот не выходил из Мессины немедленно, чтобы дать бой союзникам. После начались штормовые погоды, длившиеся очень долго и мешавшие операциям.
Когда Дюкен узнал, что де Рюйтер предполагает произвести нападение на город Агосту (севернее Сиракуз), он вышел в море, чтобы дать бой. Де Рюйтер однако же отказался и от этой операции, так как и на юге Сицилии нельзя было ожидать успеха из-за слабой поддержки испанцев. Де Рюйтер вообще смотрел довольно мрачно на совместные действия с испанцами. Его положение осложнялось ещё и тем, что он был не только подчинен испанскому вице-королю острова, но, кроме того, не был полновластным главнокомандующим союзным флотом. Хотя число голландских кораблей было значительно больше испанских, испанский командующий де ла Серда был старше в чине.
Когда де Рюйтер получил известие о выходе Дюкена, он в тот же вечер, пользуясь попутным бризом, снялся с якоря.
На рассвете 22 апреля флоты увидели друг друга в трех голландских милях от Агосты, недалеко от знаменитого сицилийского вулкана Этна.

## Состав сил
Французский флот состоял из 29 96-50 пушечных кораблей, нескольких фрегатов и 8 брандеров; при нём находились 9 галер, не принимавших участия в бою. В числе кораблей было 9 трехдечных с 80-96 орудиями; всего французский флот насчитывал 2200 орудий и 10 700 человек команды. Дюкен шел из Мессины, имея следующий состав эскадры:
- Авангард из 10 кораблей, головной — 56-пушечный «Фидель», флагман — 74-пушечный «Ли» под командованием лейтенант-генерала Альмераса, замыкающий — 46-пушечный «Шеваль-Марин».
- Центр из 10 кораблей; головной — 56-пушечный «Фортюн», флагман — 72-пушечный «Сен-Эспри» под командой Дюкена, замыкающий — 54-пушечный «Вельян». Мателоты флагмана — 82-пушечный «Септр» под началом контр-адмирала Турвиля и 64-пушечный «Сен-Мишель», командир — контр-адмирал Прельи.
- Арьергард из 10 кораблей, головной 56-пушечный «Ассюр», флагман — 66-пушечный «Санс-Парейль» (командующий — контр-адмирал Луи Габаре), замыкающий — 54-пушечный «Темерер». При арьергарде был контр-адмирал Вальбель.

Соединенный флот состоял из 17 линейных кораблей (13 голландских и 4 испанских), трехдечных не было вовсе; корабли имели не более 50-76 пушек. Кроме того, в общую боевую линию были включены 4 голландских и 7 испанских больших 36-46 пушечных фрегатов. Орудий было всего 1330. При союзном флоте состояло несколько посыльных судов, 5 брандеров и 9 галер. Убыль в людях на голландских судах не могла быть после последнего боя пополнена, испанские корабли не имели с самого начала полного комплекта команды, которая, кроме того, была плохо обучена; боевых запасов было мало. Испанский дивизион, состоявший из 7 адмиралов, вел себя достаточно независимо и отказался подчиняться указаниям голландца, который хотел распределить испанские корабли равномерно вдоль линии между нидерландскими. Де Рюйтер, не надеясь на испанцев, флот которых в это время был в состоянии полного разложения, предлагал Дону Франциско распределить испанские корабли по всей линии, чтобы их могли направлять и поддерживать голландские командиры, но испанский адмирал, имевший общее командование над флотом, не согласился на это и занял со своими кораблями место в центре, предоставив голландцам авангард (де Рюйтер на 76-пушечном «Ээндрахте».) и арьергард (Де Хаан). В итоге де ла Серда командовал центром (только одни испанские корабли), де Рюйтер авангардом (только голландские корабли), де Хаан арьергардом (испанские и голландские корабли).

## Ход боя
Утром французский флот был на ветре и значительно севернее. Де Рюйтер, обнаружив французов, построился в боевой порядок и пошел в атаку. К полудню оба флота сблизились, но ветер окончательно стих. После полудня подул легкий бриз от юго-юго-востока; союзники оказались на ветре и в три часа спустились на французский флот. Бой начался в половине третьего.
Де Рюйтер энергично атаковал. Как всегда, авангард вступил в бой первым; последующее сражение в дальнейшем очень походило на сражение у Стромболи. Де Рюйтер шел головным, не в середине. Он не разрешил стрелять прежде, чем его суда приблизятся к неприятелю, приведут к ветру и выстроят линию; открытый затем одновременно всеми голландскими кораблями огонь был исключительным по меткости и скорострельности. Французском авангарду доставалось жестоко; у головного корабля был сбит руль, командир ранен — корабль вышел из строя под ветер; командиры третьего и четвёртого кораблей погибли. Де Рюйтер на «Эндрахте» в 17 часов приблизился к адмиралу д’Альмерасу и нанес его флагманскому кораблю такие повреждения, что последний должен был выйти из строя; адмирал был убит. Вскоре вышел из строя и третий корабль.
В это время был тяжело ранен де Рюйтер, ядро ему оторвало левую ногу и сломало правую, он свалился с мостика и сильно поранил себе голову. Никогда, во всех прежних боях, он не бывал ранен, не считая незначительного ранения в ранней юности. Хотя де Рюйтер продолжал давать отдельные приказания, но фактически командование эскадрой перешло к флаг-капитану Герарду Калленбюргу. Французский авангард был приведен в замешательство энергичным натиском и исключительным по меткости огнём голландцев, треть французских кораблей была выведена из строя.
Но опасения де Рюйтера относительно испанцев оправдались. Де ла Серда предпочел привести к ветру на предельной дистанции стрельбы и испанцы вели стрельбу с большого расстояния, что при малом калибре их пушек не наносило противнику никакого вреда. Авангард де Рюйтера он предоставил самому себе. Де Хаан считал себя обязанным следовать движениям главнокомандующего, и начал действовать так же.
Это развязало Дюкену руки. Он послал сначала Турвиля с двумя кораблями на помощь своему авангарду, но потом, убедившись, что де ла Серда боится сблизиться для решительного боя, приказал поставить все паруса на всех судах своей эскадры и провел её мимо неприятельского авангарда, сосредоточив на нём огонь. Три концевых голландских корабля ему удалось последовательно вывести из строя; они на буксире галер были выведены из под огня и отведены в Сиракузы; два других голландских корабля были сильно повреждены.
Де Хаан, шедший за испанцами, сначала держался с ними в линии, но, видя тяжелое положение де Рюйтера и возмущенный поведением испанцев, стал со своим кораблем во главе арьергарда (обыкновенно адмиральский корабль помещался в те времена в середине линии) и повел его на помощь авангарду. Он начал приближаться к де Рюйтеру, а последний лег в дрейф, чтобы дать ему подойти. Испанские галеры помогали, выводя из сферы огня голландские корабли.
Лишь теперь де ла Серда подошел ближе и принял участие в бою; ветер стихал. Сражение, начавшееся в пятом часу дня, вскоре из-за наступления темноты кончилось (солнце заходило в 6 часов 40 минут) без потери кораблей. Напоследок обе голландские эскадры упорно сражались с центром и авангардом французов. Оба флота после боя остались на месте; ветер окончательно стих.

## Результаты
Утром 23 апреля они оказались далеко друг от друга; союзники пошли в Сиракузы, где смертельно раненый де Рюйтер скончался. Его гибель стала невосполнимой потерей для всего голландского флота.
Лишь 25 апреля Дюкен показался у Сиракуз; 29 апреля он подходил вторично, но союзники не вышли, — они как бы уступили место сражения французам, хотя исход боя остался неопределенным; оба флота в течение нескольких дней были небоеспособны.